# Kinizsi Pál (regény)
A Kinizsi Pál Tatay Sándor 1955-ben írt ifjúsági regénye. Az író a legjobb alkotásának tartotta a művet. Az első kiadásnál Csohány Kálmán volt az illusztrátor, 2010-ben Rigler György készítette a fedél illusztrációját. A regényt több idegen nyelvre is lefordították. A regény műfaja meseszerű, romantikus ifjúsági regény: egy szegénysorból felemelkedett molnárlegény szerepébe helyezi Kinizsi Pált, nem törekszik történelmi hűségre.

## Történet
|  | Alább a cselekmény részletei következnek! |

- 1. fejezet: Jónás, a nagy medve

Kinizsi Pál az apja vízimalmában dolgozott, kevés szabadidejében a közelben lévő erdőben, egy óriási tölgyfa ágai között szeretett pihenni. Itt arról ábrándozott, hogy Mátyás király katonájaként a törökök ellen harcol, megbosszulva édesanyja halálát és húga elrablását. Egyik nap is a tölgy ágai között gondolkodott, amikor őzsírásra riadt fel. Csapdába lépett a kis jószág, és egy medve fente rá a fogát. Kinizsi megbirkózott a fenevaddal, s legyőzte a vérszomjas állatot. Kiszabadította az őzikét, és a vállára vetette a kimúlt kétmázsás mackót. Orsik néne a malomban az álomszuszék Bujkót költögette, amikor Pál beállított a vadállattal. Az otthoniak nem győztek csodálkozni a hatalmas szörnyön, a Felvidékről származó fiú felismerte a medvében Jónást, a pásztorok rémét, s derékaljnak elkérte kisgazdájától a medve bőrét.
Megindult a malomban a munka, a szegények gabonáját őrölték éppen, amikor befutott Titusz vitéz a közeli várból a földesúr szekereivel. A piperkőc katona sértegette az öreg molnárt és a parasztembereket, s türelmetlen dühében korbáccsal ráütött az egyik szegény férfi hátára. Kinizsit nem lehetett visszatartani, így a vár katonáját keményen móresre tanította. Titusz elmenekült, de futtában még megfenyegette őket, hogy úgy járnak, mint nemrég az erdélyi lázadók, karóba húzzák őket az ellenállásért.
- 2. fejezet: Király és molnárlegény

Lovascsapat érkezett a malomhoz, maga Mátyás király és kísérete vadászott itt a közelben. Az öreg Kinizsi talányos köszöntését Jolánka, Magyar Balázs lánya fejtette meg. A kisasszony megszomjazott, egy serlegben vízzel kínálták meg, amit Pál adott át neki egy hatalmas malomkövön. Elámultak ezen a vendégek, Jolánka és Pali nem vették le egymásról a tekintetüket. Holubán, a király egyik zsoldosvezére irigykedve figyelte a jelenetet, ezért egy aranyat dobott Kinizsi elé. Sértésre sértés volt a válasz, de a király közbelépett, hogy ne legyen ebből az összetűzésből komolyabb baj. Megköszönte a vendéglátást, majd közölte Kinizsi Pállal, hogy szívesen látja az udvarában Budán. Az urak a kíséretükkel ellovagoltak, Kinizsi máris indulni akart fel Budára, hogy Mátyás katonája lehessen. Az otthoniak hiába marasztalták, Pál hajthatatlan maradt, így útravalót készítettek a fiú számára. Bujkó is a gazdájával akart tartani, de Kinizsi megkérte a hűséges legényt, hogy maradjon az apja mellett, hiszen a malomban sok a munka, ne maradjon a molnár segítség nélkül.
Mielőtt Pál útra kelt volna, Titusz érkezett a várból egy csapat gyalogos katonával. Felelősségre vonta a legényt. korábbi viselkedéséért, de Kinizsi könnyedén elbánt a nagy hangú fickóval: a hombárba dobta.
- 3. fejezet: Pásztortűz

Sok mindent hallott Kinizsi az Erdély belsejéből Buda felé tartó úton, török dúlásról, urak kegyetlenkedéséről, árvízről, ragályról, de a fekete sereg sikereiről is. Már félúton járt, amikor az egyik este egy erdő szélénél pásztortüzet látott maga előtt. Megpihenni indult oda, de mielőtt odaért, egy történetbe hallgatott bele, mely Mátyás királyról meg a kolozsvári bíróról szólt. A történet végét Pál sem bírta ki hangos nevetés nélkül. A pásztorok fütyköst ragadva rohantak oda az idegenhez, de Kinizsi jó szándéka az arcán látszott, barátságos mosolyát látva a pásztorok feléje nyújtott kézzel fogadták, s hamarosan a tűz mellett együtt sütötte velük a fiú a szalonnáját, és hallgatta a következő mondát a Gömörben történtekről.
- 4. fejezet: Két fenevad

Másnap reggel Pál egy gyönyörű szép várkastély alá érkezett. Miközben megmentette egy sebesült rigó életét, egyre mélyebbre jutott a sűrű erdőbe. Itt jajveszékelésére lett figyelmes, odafutott és látta, hogy két hatalmas véreb támadt egy öregasszonyra. Pál mást nem tehetett, megölte a vadászkutyákat, hiszen a néni és a saját életét védte. Kinizsi megtudta, hogy Magyar Balázs várát látta az imént, s az erdőből kivezető utat is megmutatta neki a hálás anyó. Azt jósolta a fiúnak, hogy az ország legszebb lánya lesz majd a felesége. A néni elsietett a sűrűbe, Pál tovább indult, s hamarosan csengő leányhangokra lett figyelmes. A két kutyát – Nérót és Pilátust – kereste Jolánka, aki egy fehér ló hátán tűnt elő a fák közül. Pál elmesélte, hogy mi történt, a megmentett 101 éves öregasszonyt a lány is ismerte, megbocsátott a molnárlegénynek. Holubán tizenöt szolgájával vágtatott a vár felől, ő durván kérdőre vonta Kinizsit. Pál egy kicsavart sudár fával védekezett, a szolgák szanaszét futottak. Holubán ekkor nyílvesszővel akart végezni a vakmerővel, de Mátyás király lecsapta az íjat, mielőtt a zsoldosvezér használhatta volna. Ezután az uralkodó seregébe fogadta Kinizsi Pált, s Magyar Balázs keze alá adta. Jolánka bekötözte Pál sérüléseit, s elárulta neki, hogy az anyóka korábban neki is jósolt: azt, hogy az országban a legerősebb legényé lesz.
- 5. fejezet: A király lustája

Bujkó Pál gazdája után indult, egy adószedő kocsi hátuljára kapaszkodott fel, úgy vitette magát. Elfáradt, leugrott a szekér csomagtartójáról, majd lefeküdt pihenni egy keveset. Az eset közelében vadászat folyt, egy tizenkettes agancsú szarvast pont az út mellett ejtett el Mátyás király. Magyar Balázs éppen megdicsérte a királyt a pompás lövésért, amikor mindketten meglátták a földön heverő fickót. Ébresztgették, de a legény csak horkolt, meg sem mozdult, A főúr dühbe gurult ekkora arcátlanság láttán, de a király jót nevetett, s tréfára fogta a dolgot. Bujkó az uralkodó szolgálatába szegődött, ő lett a király lustája.
- 6. fejezet: Villám

Kinizsi egy öreg vitéz segédletével a katonaélettel ismerkedett a várban. Pál új ruhát és egy jókora, rozsdás kardot is kapott. Lószerszámot is választattak vele, amin elcsodálkozott, hogy miért nem a lovat hamarabb. Egy külön polcon lévő vadonatújnak látszó nyerget, fényes zablát, ezüst kengyelt emelt le a polcról. Mindenki mosolygott a fiún, mert egy eddig fékezhetetlen lóval találja így magát szembe. Ezt az állatot évekkel ezelőtt – tizenegy társával együtt – csikó korában küldte ajándékba Ferrante, nápolyi király a mi Mátyásunknak. Azóta a kiscsikó hatalmas  táltos paripává vált, és nem tűrt meg senkit a hátán, még a közelébe is csak kevesen merészkedtek. Pál nem ijedt meg a barátságtalan állattól, keményen betörte, és a várba visszalovagló király és kísérete nem győzött csodálkozni a tajtékzó, fáradt, de meghunyászkodott állaton. Mátyás Kinizsinek ajándékozta a lovat, Villámot, ha már egyszer a ló az emberére talált.
Két hír miatt szakadt félbe a vadászat: az ismét garázdálkodó felvidéki urak és a cseh király elleni hadjárat elkerülhetetlensége miatt.
- 7. fejezet: A zsák és a foltja

Holubán feleségül kérte Magyar Balázstól Jolánkát, a főúr a lányára bízta a döntést. A kérő hoppon maradt, rövid búcsú után kíséret nélkül elvágtatott gyors lábú, drága paripáján a várból. Délig dühödten lovagolt, majd lassított, mert meglátott egy másik lovast maga előtt. A kopott ruhájú vitéz elmélyülten tyúkot kopasztott. Titusz volt az, akivel összeismerkedett Holubán, s mivel megtudta tőle, hogy utálja Kinizsit, felfogadta a földönfutót szolgái közé.
- 8. fejezet: Bujkó és Mujkó

A király lustája életét Mujkó, Mátyás udvari bolondja keserítette. Egyszer még Bujkó ötletét is a sajátjaként csillogtatta.

„− Ördögbe is − sóhajtott egyszer Bujkó −, milyen ostoba dolog ez a háború. Nem többet érne, ha a királyok egymásnak mennének? Megbirkóznának, és amelyik győz, azé a másik ország. Nem a szegény népet kínoznák a hadviseléssel.”

– Tatay Sándor: Kinizsi Pál, Móra Könyvkiadó, 1968 (57. oldal)

A magyar és a cseh király egy napon találkozott, mindketten vadásztak a kíséretükkel, köszöntötték egymást, és csendes beszélgetésre került a sor. Tárgyalóasztal mellett folytatták a társalgást, hátha el lehetett volna kerülni a háborút. Itt szólt bele a tanácskozásba az udvari bolond, s az urak maguk is elgondolkoztak az ötleten. Végül arra jutottak, hogy ne a két király, hanem a két udvari tréfamester harcoljon meg egymással, s döntsék el ők, melyik ország lesz a győztes. Mujkó ennek már nem örült annyira, de kiállt a markos cseh fickó ellen. Már-már ő lett volna a győztes, amikor az egyik cseh főúr segített Podjebrád bolondjának. Zdenkó, Mátyás alvezére megragadta a cseh vezér dolmányát, erre akkora ribillió tört ki, hogy a békés eszmecsere majdnem vérfürdővé vált. Szerencsére Magyar Balázs, aki késve érkezett a lakomára, meghallotta a fegyvercsörtetést, szól a kíséretében lévő Kinizsi Pálnak, hogy segítsen rendet csinálni. A Herkules kinézetű hatalmas magyar megjelenésére visszahőköltek a küzdő felek. A cseh király bosszúsan távozott a kíséretével, és a háború most már fellángolt teljes hévvel. Egymást követték a csaták – amiben Kinizsi kitüntette magát -, s a magyar sereg Brünn vára alá ért.
- 9. fejezet: Az őrszem

A magyar tábor szélén éjszaka őrségváltás zajlott, Kinizsi az új őrszem. Pál a gondolataiba mélyedt, Jolánkára gondolt, aki elkísérte apját a hadjáratba, a közelben volt a szállása, Spielberg erődjében. Egy köpenyes alak érkezett, a szerelme szökött ki hozzá. Jolánka egy kövekkel kirakott ezüstpatkót adott át a férfinak. Orsik néne küldte, hogy szerencsét hozzon Kinizsinek a csatákban. Bujkón keresztül jutott el a lányhoz, aki kedves szavak kíséretében nyújtotta át Pálnak. A fiatalok tervezgetni kezdték a jövőt, amit közösen képzeltek el. Az őrszemet egy kürtszó figyelmeztette, hogy egy magaslati helyre kell mennie, és lángjeleket kell majd továbbítania. Jolánka is a férfival tartott, a másnapi csatáról is beszélgettek.
- 10. fejezet: Jolánka elalszik

Kinizsi őrhelyét két sötét alak figyelte. Az egyik egy kalapnyi fekete port szórt a tűzbe, majd sietve távozott. A török méreg nem halált okoz, csak elkábítja azt, aki beszívja fehéres, könnyű füstjét. Holubán és Titusz kísérelte meg a merényletet Kinizsi ellen. Jolánka és Pál visszatértek, a lány fázott, ezért megfújta a pislákoló tüzet. Azonnal elálmosodott, s a férfi karjába dőlt. Kinizsi is érezte, hogy valami nincs rendben a tűzzel, egy hatalmas követ hajított rá, hogy eloltsa. Ezután az tettette, mintha ő is aludna, s bevárta a cselszövőket. Holubán és Titusz két oldalról közelítette meg a látszatra alvó őrszemet, aki hirtelen megelevenedett, és a megvívott a két támadóval. Titusszal gyorsan végzett, kettétörte a kardját, Holubán sem bírta sokáig, a fegyverét hátrahagyva menekült el a helyszínről. Jolánka ébredezni kezdett, s visszaindult a szálláshelyére, mert már közeledett a hajnal.
- 11. fejezet: Ellenség vagy jó barát?

Ez az éjszaka még tartott meglepetéseket Pál számára. Egy bugyros-batyus ember tűnt elő a cserjék mögül. A szakállas alak Tódornak nevezte magát, és mindenféle csábító portékákat ajánlott a katonának, sőt Velencébe hívta a férfit, hogy ott jobban megfizetik és megbecsülik a jó kardforgatót, mint Magyarországon. A kalmár még Mátyás király ócsárlásába is belefogott, de Pál ezt már nem tűrte, és kardlappal elpáholta az olaszt. A kereskedő ledobta ócska köpenyét, letépte álszakállát, Hunyadi Mátyás állt az őrszem előtt. Az ellenséget kémlelte ki, s visszafelé tartva – gondolta – próbára teszi Kinizsi hűségét. Ezután az ellenség kedvezőbb hadállásáról beszélgettek, Pál egy ágyútelepre hívta fel a király figyelmét, amely sok bosszúságot okozott a magyaroknak. Az uralkodó megbízta Kinizsit, hogy tíz rác lovassal, hajnalban közelebbről is kémlelje ki az ellenség ágyúállását.
A király távozása után sűrű eső kerekedett, Pál észrevétlenül közelebb kúszott a dombhoz, itt arra lett figyelmes, hogy Podjebrád katonái az ágyúk elvontatását tervezik. Az ellenség tűzmesterét és egy ágyút magával vitt, zűrzavart okozva a csehek között.
Holubán megbízta Tituszt, hogy tíz emberrel támadja meg Kinizsit abban a sátorban, ahová az őrszemek ilyenkor a vihar elől behúzódnak. Tíz dárda szúrta át a ponyvát, de a fegyverek csak a levegőt érték. Titusz magával vitte Holubán ott felejtett kardját, s jelentette a gazdájának, hogyan jártak a sátornál. A zsoldosvezér ennek is örült, mert így feljelentheti a posztját elhagyó őrszemet a királynál a haditanácsban.
- 12. fejezet: A haditanács

Titusz meg akarta előzni Holubánt Kinizsi leleplezésében, ezért megjelent a király szállásán. A sátorban azonban Bujkó szunyókált. Az alvóban az árulkodó Mátyást sejtette, úgyhogy neki mondta el azt, hogy Kinizsi őrszemként elhagyta az őrhelyét. A király lustája megtréfálta a jutalomban reménykedő aljas fickót. A sátorban hamarosan megjelentek az uralkodó vezérei, s a királlyal együtt a hadi helyzetet vitatták. Magyar Balázs késve érkezett, mert Holubán "jelentése" alapján Kinizsit kereste. A király elkomorodott a mulasztás miatt, s ítélkezésre szólította fel a jelenlévőket. Bujkó Kinizsi nevét hallva elhagyta a sátrat, s egy ajtónálló segítségével értesítette a kedvesét ért vádakról Jolánkát. A nagyurak közben a csehek elleni támadás vagy a kivárás kérdéséről vitatkoztak. Mátyás hagyta a vitát folyni, csak akkor szólt közbe haragosan, amikor a kémekről esett szó, akik még nem szerezték meg az ellenség kitűnő ágyúinak tervrajzait. Ekkor egy hatalmas alak lépett be a sátorba, vállán kövér ágyúcsövet, hóna alatt lőporos hordót cipelve. Az ágyúcsőhöz egy cifra ruhás emberke volt kötözve, az ellenség német tűzmestere. Nagy volt az öröm a vezérek között, Kinizsi elmesélte, hogy miért hagyta el az őrhelyét, hogyan szerezte meg az ellenség féltve őrzött titkait. Az ágyút kipróbálták, Pál dicséretet kapott a hőstettéért. Jolánka, nem tudván, hogy közben mi történt, Kinizsi életéért könyörgött. A király mosolygott az eseten, s a kisasszonyhoz illő, méltó férjet ajánlott Magyar Balázs figyelmébe. Ranggal és vagyonnal is megjutalmazta Kinizsi Pált, s ráadásul a déli végvidék vezérének nevezte ki, ahol harcba kell szállnia az egyre gyakrabban betörő törökök ellen.
- 13. fejezet: Hahó barát!

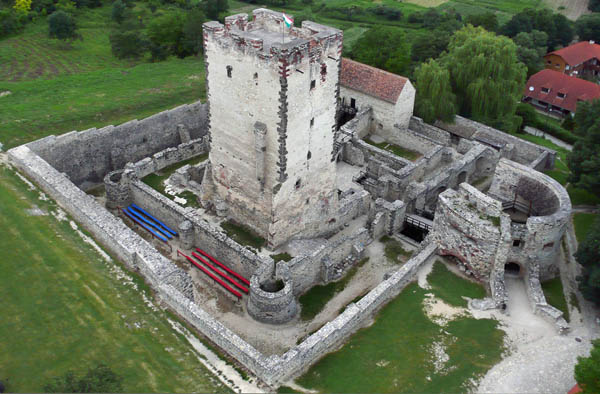
A Kinizsi-vár látképe

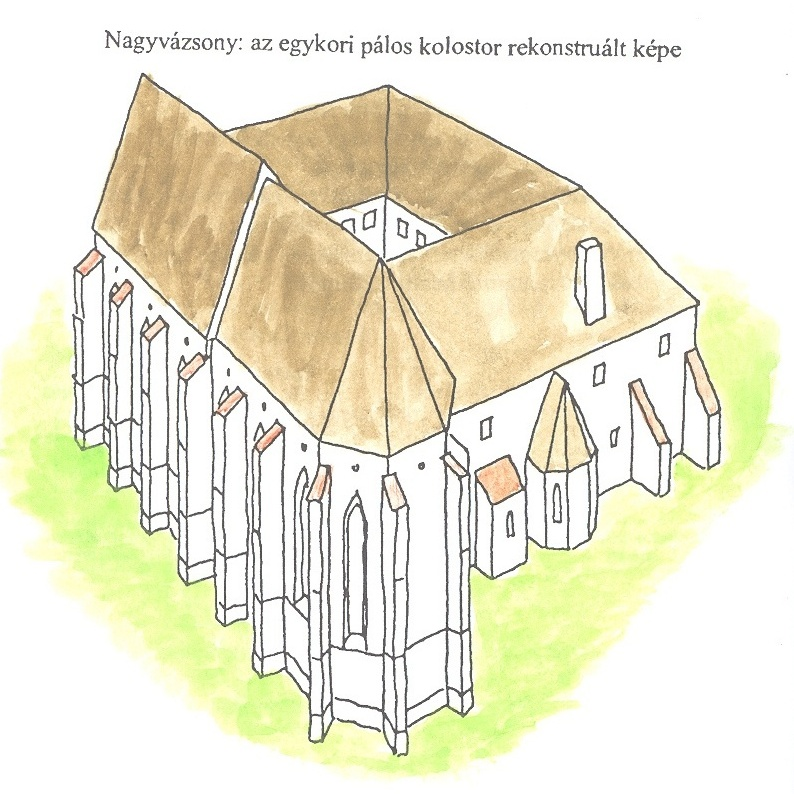
A nagyvázsonyi pálos kolostor

Kinizsi a nagyvázsonyi várban várta a király üzenetét. A jutalmul kapott birtokra hiába hívta édesapját és Orsik nénét. A két öreg azt üzente, hogy ők már nem élhetnek a malmuk zúgása nélkül. Egy szép őszi délutánon futár érkezett az uralkodó nagypecsétes levelével. Mátyás küldte az üzenetet, de már nem Csehországból, most a vén német császárral gyűlt meg a baja.
Kinizsi a vár tornyából nagyot kiáltott, hívta a kolostorból az olvasni kiválóan tudó Dávid barátot. A szerzetes felolvasta urának a király parancsát, ami a várurat arra szólította fel, hogy toborozzon hadat, és gyorsan menjen Temes várába Báthori István erdélyi vajdához, mert a török nagy sereggel – 12 basával –  betört Erdélybe.
Kinizsi már másnap útnak indult a katonáival, a sereg az út során egyre csak gyarapodott. A Dunán már szép számú csapattal kelt át, a Tiszán meg valóságos kis hadsereggel.
- 14. fejezet: Kinizsi! Kinizsi!

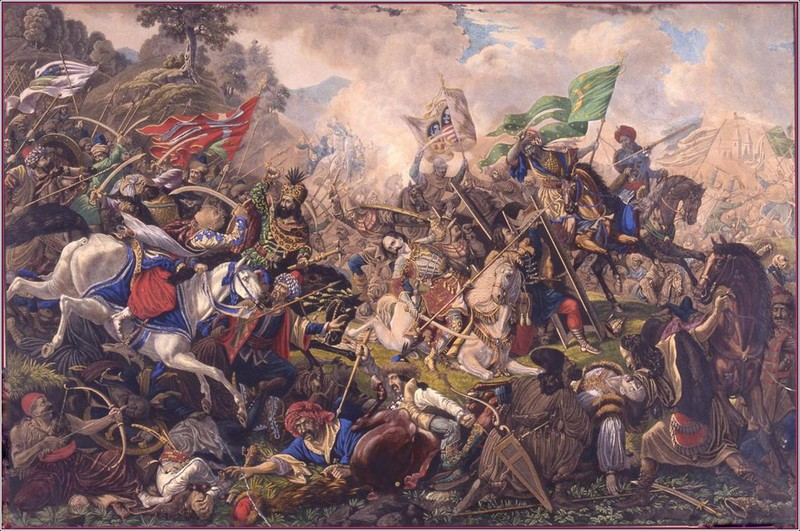
A képen Kinizsi kimenti az erdélyi vajdát (Ion Osolsobie litográfiája a csatáról)

Mire Kinizsi Pál Temesvárra ért, a török már mélyen bent járt Erdélyországban. Báthori István egyelőre kivárt, kicsiny seregével nem tudott szembeszállni a hatvanezer főből álló ellenséges csapatokkal. A rablók pusztították és fosztogatták a falvakat, városokat, rabláncra fűzött foglyok ezreivel akarták elhagyni a magyar területeket. A visszavonulást már nem nézhette tétlenül a vajda, kicsiny seregével Kenyérmezőn, a Maros mentén állta útját a törököknek. A csata során az ősz magyar vezér jobbra a székelyeket, balra a szászokat és a románokat állított, középütt maga helyezkedett el páncélos, lovas dandárjával. Az ütközet során a törökök, bár hatalmas veszteségeket szenvedtek el, de győzelemre álltak, amikor Kinizsi Pál is megjelent a seregével. Amikor oldalba kapta a győzelemittas törököket, akkor a szpáhik rémülten a janicsárokra tiportak. Kinizsi utcákat vágott az ellenségben két kardjával, így érkezett el Báthori Istvánhoz. A csata sorsa megfordult, a magyarok és szövetségeseik fényes győzelmet arattak. A foglyokat kiszabadították, a sebesülteket összegyűjtötték és ellátták, majd este megünnepelték a diadalt. A táncban is első volt Kinizsi, három jajgató törökkel járta a csűrdöngölőt.
- 15. fejezet: A császár foglyai

Ausztriában Keremes várát hét nap és hét éjszaka ostromolták Mátyás csapatai. Miután elfoglalták a magyarok, a király itt rendezte be az udvartartását. Jolánka is itt volt a várkastélyban, sokat sétált az ódon falak között. Esténként Bujkóval beszélgettek, a lusta sokat mesélt Kinizsi legénykoráról. Egy estefelé kisebb lovascsapat közeledett a várhoz. Holubán érkezett a király jelszavával, de a fekete sereg ruhájába bújtatott bérencek amint beértek a várba, azonnal kardot rántottak, s levágták a kapuőröket. A közeli erdőből császári katonák rontottak elő, s a vár a németeké lett. Titusz foglyul ejtette Bujkót, Holubán egy szépen berendezett lakosztályba vezette Jolánkát. Feleségül akarta venni a lányt, de most sem járt sikerrel. A király lustája becsapta a pénzéhes Tituszt, míg a bérenc tévúton járt, addig Bujkó ügyesen megszökött. Elkötött egy szürke német lovat, s vágtában indult hazafelé. Néhány előkelő fogoly – közben – azt vallotta, hogy egyedül Bujkó tudja, hova rejtette el a király a kincsesládáját.
- 16. fejezet: Ki népei vagytok?

Bujkó a Dráva felé igyekezett, onnan meg tovább a Szávához akart eljutni, mert azt gondolta, ott valahol hírt kaphat Kinizsi Pálról. A németek égre-földre keresték, mert megtudták még azt is, hogy a kincsesláda kulcsát a király lustája őrizte. A menekülő legény többször megállt pihenni, mert nem lovagláshoz volt szokva, egyszer elővett egy aranykulcsot, jól megnézte, aztán a tarisznyának is beillő zsebébe csúsztatta. Ment faluról falura, de nem hallott magyar szót. Harmadnap estefelé egy takaros faluba ért, itt sem magyarul válaszoltak a köszöntésére, de a szlovákhoz hasonló nyelven, amit megértett a fiú. A vendek szívesen fogadták az idegent, magukat Mátyás király legkedvesebb népének tartották. Erre a szegényes öltözetű Bujkó Hunyadi Mátyás követének adta ki magát, amit a falubeliek (vonakodva) elhittek, hiszen a király is gyakran járt akkoriban álruhában. A falu egyik főembere, egy csizmadia meghívta és megvendégelte a Kinizsit kereső fiatalembert. A vacsora vége felé a mesterember három csalafinta találós kérdést tett fel Bujkónak, hogy megbizonyosodjon arról valóban Mátyás emberével hozta-e össze a sors.
- 17. fejezet: Az aranykulcs

Bujkó éjszaka nyugodtan aludt, a házigazdája azonban nyugtalanul forgolódott az ágyában. A csizmadia arra jutott a spekulálásban, hogy a furcsa vendége nem lehet más, mint maga Mátyás király. Utánanézett a feleségével a dolognak, s átkutatták a "kövér huszár" ruháját. Amikor megtalálták az aranykulcsot, s azon a király címerét, már nem kételkedtek a vendégük valódi kilétében. Mire Bujkó felébredt, azt tapasztalta, hogy a szobában lévő asztal rogyásig tele volt pakolva jobbnál jobb ételekkel. Az egész falut bejárta a hír az uralkodó álruhás megjelenéséről, kitettek magukért a vendek. Bujkó alaposan megreggelizett, de várt még rá egy meglepetés. A községben még más nagy esemény is történt, a római pápa követe járt erre a kíséretével. Ők is megtudták, hogy itt tartózkodik a magyarok királya, tiszteletüket szeretnék tenni nála. Bujkó kénytelen volt faképnél hagyni a falubelieket és a követet is, gyalogosan vándorolt tovább a Száva felé.
- 18. fejezet: "Jó Magyarországnak cudar állapotja"

Kinizsi – gyorsan mozgó kicsiny seregével – a Szávától délre táborozott, aznap egy török feletti kis győzelem örömére vigadtak, mulattak. Kedves alvezérei, tisztjei, a csatározásokban kitűnt katonák mesélték el a hőstetteiket. Később egy lantos jött elő, s elénekelte "Jó Magyarországnak cudar állapotja" című nótát.
| Jó Magyarországnak cudar állapotja... | Jó Magyarországnak cudar állapotja... |
| --- | ------------------------------------- |
| „Jó Magyarországnak cudar állapotja, De siralmas vala, De keserű vala. Az hegyes északon rabló urak hada, Délen az töröknek tenger áradata. Nyugaton sok német talpig vasban vára Az vén császárjának parancsolatjára. Kinek fáj az foga magyarok földjére, Fehér kenyerére, Vitézink vérére. Az nagy Mátyás király, bár még ifjú vala, Kardot ragad vala. Tör vitéz, jó hada Földünk bitorlókra, Népünk gyilkolókra. Hűtelen uraknak rabló kedvét szegé, Podjebrád seregét Brünn váráig veré. Rácsap, mint az villám, császár vas hadára, Hasad az német vas sok kemény csapásra. Németek császára Harminc erős vára Megnyitá kapuit Mátyás parancsára. De míg harcol Mátyás császárral, királlyal, Támad Mohamed es rettentő hadával. Az déli szél sír a népünk keservével, Az patak árada hőseink vérével... Asszonyink könnyével, Hőseink vérével. Völgyeink neve lett siralomnak völgye, Hegyeink neve lett Golgothának hegye. Ám véráztatta föld termi az sudár fát, Termé az magyar nép megszabadítóját. Küldé Kinizsi Pált király udvarába, Küldé Mátyást haddal töröknek nyakára. Fut szultán vert hada, Fut Mohamed maga. Hős Kinizsi Pálnak két hatalmas kardja Az török sorait szüntelen aratja. Az, kinek nevétől e nagy világ hangzik, Az, kinek kardjától török futamodik, Az, kinek hírétől fél a török császár, Kinek seregétől retteg az janicsár: Éljen mi vezérünk, éljen Kinizsi Pál!” – Tatay Sándor: Kinizsi Pál, Móra Könyvkiadó, 1968 (117-119. oldal) |                                       |

Miután a vitézek nagyot ittak a vezér egészségére, egy messziről érkezett földművelő kért bebocsátást Kinizsi elé. Pál ráismert a bajuszos, szakállas ősz parasztra, ő látta el egykoron ostorral a hencegő Titusz baját. Az öreg elmondta, hogy a tette után egy ideig bujdosnia kellett, de most az egész vidék üzenetét hozta, a megszabadult nép köszönetét. Kinizsi kérdéseire a vendég részletesen válaszolt, majd a vezér megvendégelte és befogadt a seregébe a hírhozót.
Később újabb vendégek érkeztek, a pápai követ és a kísérete, akik őszentsége áldását hozták pecsétes levélben. A magyar hadvezér inkább valami tényleges segítségnek örült volna: katonáknak, hajóhadnak vagy a török elleni háborúhoz pénznek.

„− Vigasztalásul hát vidd hírül - szólt kemény, de vidám hangon Pál -, hogy ittunk az egészségére mi, akik a pokol tornácán hullatjuk vérünket, míg őszentsége festett palotákat épít, s a nyugati fejedelmek vígan folytatják hitvitáikat. Rajta vitézek, hát igyunk!”

– Tatay Sándor: Kinizsi Pál, Móra Könyvkiadó, 1968 (121. oldal)

Ezt követően Mátyás király egészségére koccintottak a magyarok és a vatikániak, de Kinizsi ekkor egy kétakós hordót emelt magasra, s abból ivott jókorát.
- 19. fejezet: "Fut a szultán vad hada"

A mulatság közben egy vágtató vitéz érkezett, aki jelentette a magyarok vezérének, hogy a törökök támadásra indultak ellenük. Kinizsit nem lepte meg a hír, a mulatság csak álcaként szolgált, titokban már régóta készült a döntő összecsapásra. Az ágyúit is úgy helyeztette el, hogy azok lövedékei majd az ellenség főseregét seperjék, a lovasok meg egy magaslaton várták a parancsot a beavatkozásra. A fővezér maga is lóra pattant, és a csata helyszínére lovagolt, kezében két kardot forgatott. A pápai követ egy távolabbi magaslatra vitette magát, hogy végignézze a küzdelmet, és krónikát írjon róla. Amikor a törökök a völgybe értek, ágyútűz zúdult rájuk, majd a lovasok rohama bomlasztotta őket. Az elkeseredett harcban sokan meghaltak mind a két oldalon, Kinizsi hű lova is élettelenül feküdt a földön. Egy janicsár a magyar vezért vette célba a puskájával, de a lövészt egy botütés a döntő pillanatban ártalmatlanná tette. Bujkó időben érkezett, hogy megmentse kisgazdája életét, de nem jó híreket hozott: Jolánka a német császár katonáinak fogságába került. A győztes csata után Kinizsi eltemettette a halottakat, szekerekre rakatta a török fegyvereket, kincseket, s  seregével útnak indult Keremes vára felé, hogy kiszabadítsa a szerelmét.
- 20. fejezet: Holubán "bölcs" terve

Jolánka gyöngyfűzéssel vagy lantpengetéssel töltötte az idejét, szinte ki sem mozdult a lakosztályából. Holubán többször is megjelent nála, hogy rávegye, legyen a felesége, de a lány sem az ígéretekre nem hajlott, sem a fenyegetőzéstől nem ijedt meg. A zsoldos végül is irtózatos dühbe gurult, elhatározta, hogy kegyetlen bosszút áll a lányon. A hiábavaló kísérletek után Magyar Balázs lányát az áruló börtönbe záratta, Tituszt bízta meg a kisasszony őrzésével. Egy pár nap múlva Fridérik császár a családjával és az egész udvartartásával Keremesbe érkezett. Holubán ekkor közölte Jolánkával, hogy milyen nagy megtiszteltetés vár rá: a német-római császár unokájának lesz a felesége. Ezzel a cselszövő nem csak a kikosarazásért állhat bosszút, hanem merész politikai manőverbe is vágott: Mátyás király legjobb hadvezérét – ha a lakodalom hírére átpártol – megnyerheti a németek számára.
- 21. fejezet: Aki másnak vermet ás ...

Másnap megérkezett Keremes várába a császár a feleségével és a legkedvesebb unokájával, a 15 éves, kissé bugyuta Hyppolit herceggel. Holubán tisztelgett előttük, és jutalmul a császári házat erősítő – bizonyára sikerrel járó – cselfogásokért cserébe Kinizsi birtokait kérte. A lakodalomra nagy bőséggel készültek, a finom étkek és italok a környékbeli parasztoktól kerültek az ünnepi asztalokra. Jolánka menyasszonyi ruháját tíz Bécsből hozatott  szabó készítette. A lány lantját pengetve, türelmesen várt, ki sem mozdult s szobájából, de az étekhordók leírása alapján sejtette, hogy milyen vőlegény vár rá.

„Az alsó szája széle előrebiggyedt, az orra majd eléri az alsó ajkát. A lába olyan, mint a pipaszár, a haja színtelen, mint a kóc. Kelepüvel játszik, és ostobán nevet, csak nevet minduntalan.”

– Tatay Sándor: Kinizsi Pál, Móra Könyvkiadó, 1968 (132. oldal)

Holubán az esküvő közeledtével magához hívatta Jolánkát. Gúnyosan közölte vele, hogy a császár unokája, Hyppolit lesz a férje, úgy becsülje meg magát. A lány tiltakozott, de a gazember megfenyegette, hogy a teremben található ajtócskát kinyitva egy feneketlen verembe dobatja. Titusz peckesen fel alá sétált a félelmetes lyuk mellett, amikor egy tetőtől talpig lisztes molnárlegény lépett be a terembe, a vállán egy hatalmas zsákkal. A liszteszsák egyszer csak megbillent, és Titusz fejéhez csapódott, "mindketten" a nyitott vasajtón keresztül a mélységbe zuhantak. Jolánkát Bujkó mosolygós ábrázata és szavai nyugtatták meg: közel a segítség, csak egy kis idő kellene még, hogy Kinizsi csapatai ideérhessenek.
- 22. fejezet: Kinizsi levele

Két udvarhölgy és egy hopmester elhozta Jolánkának a csodaszép menyasszonyi ruhát. A lány ebben jelent meg a császári család és az összegyülekezett udvar előtt. A császár atyai áldását adta a párra, s máris indultak volna az esküvőre, ha Jolánka – időhúzási szándékból – próbalehetőséget nem kér a felséges úrtól. A kirendelt pap még gyakoroltatta a fiatalokkal a szertartást, amikor egy katona jelent meg a teremben. Egy éktelen nagy buzogányt cipelt, amire egy levél volt rákötve.
A pergamenre írtakat a pap olvasta fel:

„Seregemmel itt állok a vár alatt. Ágyúim a falakra irányítva, katonáim az ostromra készen. Ha a várat átadjátok, és Magyar Jolánkát a várban hagyjátok, békén eltakarodhattok. Ha ezt nem teszitek, halálotokat a várban lelitek. Ezt üzeni: Kinizsi Pál”

– Tatay Sándor: Kinizsi Pál, Móra Könyvkiadó, 1968 (140. oldal)

Kinizsi nevének hallatára rémület lett úrrá a császáron és udvartartásán, mindenki azonnal menekülni akart. Utoljára csak Jolánka maradt a teremben és Holubán. A németek kiszolgálója magával akarta vinni a lányt, de Kinizsi dörgő hangja megfutamította a zsoldos katonáit. A kardot rántott Holubánt maga Kinizsi intézte el, egy vasajtón keresztül (amerre Titusz is "távozott") mélységbe vetette az áruló vezért. A két szerelmes egymás karjaiban lelt vigaszt az elmúlt zivataros időkre. Magyar Balázs is megérkezett a csapataival, sőt trombitaszó jelezte, hogy Mátyás király is ideért kíséretével a vár alá. Az uralkodó Kinizsit dicsérte, a török elleni győzelmeiért temesi főkapitánnyá nevezte ki. Pál megköszönte az új tisztséget, és a két férfi testvérként ölelte meg egymást. A király szeme ezután elkóválygott lustáján akadt meg. Büntetést is tartogatott a számára: egy szigorú ember kezére adja, Bujkónak a temesi kapitányt kell ezután szolgálnia.
|  | Itt a vége a cselekmény részletezésének! |

## Szereplők

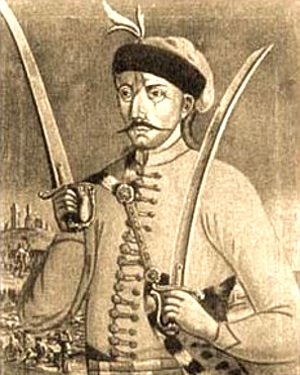
Kinizsi Pál

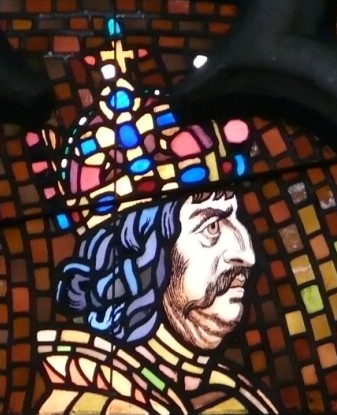
Podjebrád

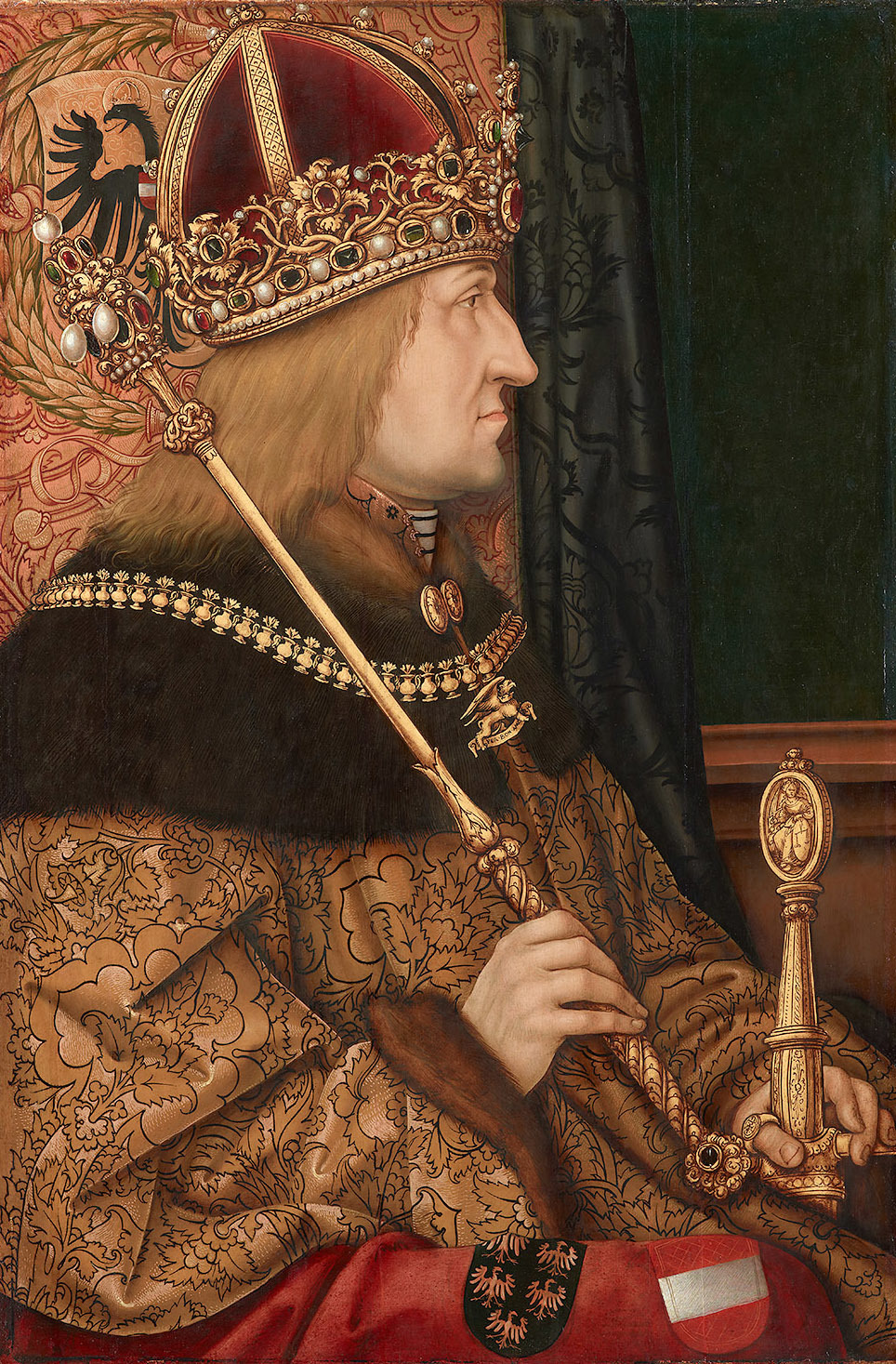
Frigyes császár

- Kinizsi Pál
- Öreg Kinizsi
- Mátyás király
- Jolánka (tkp. Magyar Benigna)
- Magyar Balázs
- Báthori István, erdélyi vajda
- Holubán
- Titusz
- Bujkó
- Mujkó
- Orsik néne

- Podjebrád György, cseh király
- Dávid barát
- Zdenkó, Mátyás alvezére

- Frigyes, német császár
- Hyppolit, Frigyes unokája
- pápai követ